# 第6回日本アイスホッケーリーグ
第6回日本アイスホッケーリーグ（だい6かいにほんアイスホッケーリーグ）は1971年10月8日から10月24日まで開催された。5チームが2試合ずつ総当たりで対戦、8勝0敗で西武鉄道が2年連続2度目の優勝を果たした。
シーズン開幕前の1971年9月、若林修（ハーブ若林）は日本国籍を獲得した。MVPには19得点、10アシストをあげた西武鉄道の若林仁が選ばれた。
翌1972年2月の札幌オリンピック終了後、福徳相互銀行アイスホッケー部は廃部した。

## チーム成績
|    | チーム                       | 試合数 | 勝 | 敗 | 分 | 得点 | 失点 | 勝ち点 |
| -- | ---------------------------- | ------ | -- | -- | -- | ---- | ---- | ------ |
| 1. | 西武鉄道アイスホッケー部     | 8      | 8  | 0  | 0  | 76   | 14   | 16     |
| 2. | 王子製紙アイスホッケー部     | 8      | 6  | 2  | 0  | 56   | 25   | 12     |
| 3. | 岩倉組アイスホッケー部       | 8      | 4  | 4  | 0  | 39   | 36   | 8      |
| 4. | 古河電工アイスホッケー部     | 8      | 2  | 6  | 0  | 24   | 69   | 4      |
| 5. | 福徳相互銀行アイスホッケー部 | 8      | 0  | 8  | 0  | 15   | 66   | 2      |

## 個人成績

### 得点
|    | 選手名   | 所属 | 得点 |
| -- | -------- | ---- | ---- |
| 1. | 若林仁   | 西武 | 19   |
| 2. | 黒川秀明 | 王子 | 11   |
| 3. | 若林修   | 西武 | 10   |
| 4. | 田中保伸 | 西武 | 9    |
| 4. | 京谷佳明 | 王子 | 9    |

### アシスト
|    | 選手名   | 所属 | アシスト |
| -- | -------- | ---- | -------- |
| 1. | 引木孝夫 | 王子 | 16       |
| 2. | 若林仁   | 西武 | 10       |
| 3. | 榛澤務   | 西武 | 9        |
| 4. | 岩本宏二 | 西武 | 8        |
| 5. | 田中保伸 | 西武 | 7        |

## オールスター
| ゴールテンダー | 三沢実 （西武）           | 三沢実 （西武）           | 三沢実 （西武）           | 三沢実 （西武）     | 三沢実 （西武）     | 三沢実 （西武）     |
| ディフェンス   | テリー・オマリー （西武） | テリー・オマリー （西武） | テリー・オマリー （西武） | 山崎冨美雄 （西武） | 山崎冨美雄 （西武） | 山崎冨美雄 （西武） |
| フォワード     | 若林仁 （西武）           | 若林仁 （西武）           | 田中保伸 （西武）         | 田中保伸 （西武）   | 榛澤務 （西武）     | 榛澤務 （西武）     |